# Scyllarus delfini
Scyllarus delfini är en kräftdjursart som först beskrevs av Eugène Louis Bouvier 1909.  Scyllarus delfini ingår i släktet Scyllarus och familjen Scyllaridae. Inga underarter finns listade i Catalogue of Life.